# ریوسکه میورا
ریوسکه میورا (انگلیسی: Ryōsuke Miura؛ زادهٔ ۱۶ فوریهٔ ۱۹۸۷) بازیگر، خوانندگی اهل ژاپن است. وی از سال ۲۰۰۲ میلادی تاکنون مشغول فعالیت بوده‌است.
از فیلم‌ها یا برنامه‌های تلویزیونی که وی در آن نقش داشته‌است می‌توان به شمشیرزن دورهگرد: جهنم کیوتو اشاره کرد.